# Figulus papuanus
Figulus papuanus es una especie de coleóptero de la familia Lucanidae.

## Distribución geográfica
Habita en Nueva guinea.